# Tesáre
Tesáre és un poble i municipi d'Eslovàquia que es troba a la regió de Nitra, al sud-oest del país. La primera menció escrita de la vila es remunta al 1390.

## Demografia
| Godina             | 1994 | 2004   | 2014   | 2024   |
| ------------------ | ---- | ------ | ------ | ------ |
| Nombre de persones | 685  | 725    | 727    | 704    |
| Diferència         |      | +5,83% | +0,27% | −3,16% |

| Godina             | 2023 | 2024   |
| ------------------ | ---- | ------ |
| Nombre de persones | 700  | 704    |
| Diferència         |      | +0,57% |